# Broeck Pointe
Broeck Pointe – miasto w Stanach Zjednoczonych, w stanie Kentucky, w hrabstwie Jefferson.